# Peritoneu
El peritoneu és una membrana serosa d'origen mesodèrmic, que recobreix els òrgans de l'abdomen. Es forma a partir del celoma embrionari. Popularment rep el nom de tel del sagí o tel dels budells. La seva superfície en els humans és d'un metre quadrat, aproximadament. Està format per un conjunt de cèl·lules mesotelials amb aspecte de mosaic poligonal del qual sobresurten múltiples microvellositats. En la seva ultraestructura existeixen vesícules, cossos lamel·lars plens de fosfolípids i nombroses invaginacions de la membrana cel·lular. També desmosomes que reforcen les unions intercel·lulars. Entre les cèl·lules hi ha petits espais que permeten el pas de soluts i líquids. Les cèl·lules estan disposades sobre una densa làmina fibril·lar que deixa circular les molècules de menys de 30.000 daltons.

## Estructura
S'hi diferencien dues capes: el peritoneu parietal, que es troba adherit a la paret de l'abdomen, i el peritoneu visceral, que és la capa interna i recobreix les vísceres que es troben en la cavitat abdominal. Entre elles hi ha un espai anomenat peritoneal, el qual conté una petita quantitat (uns 50 ml) de líquid lubricant estèril que permet el desplaçament relatiu entre ambdues capes. En els homes aquest espai virtual està tancat, mentre que en les dones té forats en les trompes uterines que permeten la comunicació entre la zona intraperitoneal i la cavitat pelviana. Per darrere de l'espai peritoneal es localitza la regió retroperitoneal. Per sota estan els òrgans reproductors femenins o masculins, la bufeta urinària, la porció inferior del recte i el canal anal. La regió davantera del peritoneu limita amb els músculs abdominals anteriors, la superior amb el diafragma, la inferior amb la fàscia pelviana i la posterior amb la columna vertebral, l'aorta, la vena cava inferior, els ronyons i les glàndules suprarenals.

## Funció
Les funcions principals d'aquesta estructura són aportar mobilitat als òrgans intraabdominals, protegir-los contra els microorganismes patògens, mantenir constant la seva temperatura i permetre l'entrada de vasos sanguinis imprescindibles perquè funcionin correctament, en especial les branques de l'artèria mesentèrica superior que irriguen el budell prim. També actua com una barrera porosa semipermeable que capta o deixa passar aigua i molècules petites.

## Significació clínica
L'ascites és una acumulació patològica de líquid dins de la cavitat peritoneal.
Les adherències peritoneals són bandes fibroses anòmales entre òrgans i teixits de l'interior del peritoneu que normalment estan separats, sovint formades després d'una intervenció quirúrgica.

### Neoplàsies
La carcinomatosi peritoneal és el resultat de la invasió de la serosa del peritoneu per cèl·lules canceroses, seguida de l'ulterior creixement disseminat en ella de metàstasis derivades de diverses neoplàsies primàries, predominantment d'origen ginecològic o gastrointestinal. Quasi sempre té un mal pronòstic. Entre els càncers originats en el peritoneu amb una taxa de supervivència molt baixa destaca el mesotelioma maligne, una patologia associada generalment a l'exposició crònica a l'asbest. En els països industrialitzats té una incidència de 0,5-3 casos/milió d'habitants en homes i 0,2-2 0,5-3 casos/milió d'habitants en dones i acostuma a ser diagnosticat en estadis de desenvolupament avençats a causa de la seva simptomatologia poc específica. El pseudomixoma peritoneal és una malaltia molt infreqüent, caracteritzada per la presència intraperitoneal de gran quantitat de moc provinent d'una neoplàsia maligna productora de mucina.